# Astérix en Hispania
Astérix en Hispania (en francés: Astérix en Hispanie) es la historieta número catorce de René Goscinny y Albert Uderzo perteneciente a su serie Astérix el Galo, publicada originalmente en 1969.

## Argumento
La historia comienza el 17 de marzo del año 45 a. C., en una aldea gala en la que domina la calma, calma que va a ser perturbada por lo que está ocurriendo en la Hispania Ulterior (Andalucía, Vandalousie en la edifición francesa): Julio César acaba de vencer a los últimos supervivientes de la batalla de Munda (Montilla, de la provincia de Córdoba), y así somete toda Hispania (España y Portugal) al Imperio Romano, excepto una pequeña aldea entre Munda e Hispalis (Sevilla), aldea gobernada por Sopalajo de Arriérez y Torrezno (Soupalognon y Crouton, en la edición francesa, que significa «Sopacebolla y Cuscurro»). Los romanos secuestran a Pericles, más conocido por todos como Pepe, el hijo del jefe, y sólo piensan devolverlo si la aldea se somete a César.
Pepe es llevado a las Galias, al campamento de Pastelalrhum (llamado Babaourum en otros tomos), pero son detenidos por Astérix y Obélix, que se llevan a Pepe a la aldea. Los romanos deciden poner centinelas alrededor para estar informados de la estancia de Pepe allí. 
Con el tiempo, los galos empiezan a pensar que Pepe ya ha dado muchos problemas y hay que devolverlo a Hispania. Pensando que ir por el interior de las Galias es muy peligroso, Astérix y Obélix cogen en alquiler la barca de Ordenalfabetix. Durante el trayecto, se encuentran con los piratas en el Mar de Iroise, y les quitan los víveres.
El viaje prosigue hasta que llegan a las playas cercanas a Hispania, en lo que hoy es el País Vasco Francés. Intentando esquivar las patrullas romanas que cortan la frontera, Astérix, Obélix, Ideafix y Pepe la cruzan por la montaña guiados por un pastor de vacas que en la edición francesa es un vacceo, que hace que Obélix se sorprenda por tener que «vacunarse para entrar a Hispania».
Mientras ascienden por la montaña, el pastor les dice que se escondan detrás de unas piedras, pues se acerca una patrulla romana. Ideafix va a por ellos y los demás salen del escondite, en referencia a la emboscada vascona al Ejército Carolingio en Roncesvalles.
Al día siguiente se dirigen a Pompaelo (Pamplona), pero no saben si van por el camino correcto. Deciden preguntar y se encuentran con una versión celtíbera de Don Quijote y Sancho Panza. Sancho Panza les dice que la ciudad está detrás de «esos molinos». Al oír eso, Don Quijote se precipita contra los molinos, lo que asombra a Astérix.
Cuando llegan a Pompaelo, la ciudad está de fiesta, con procesión de druidas, haciendo referencia a las celebraciones de Semana Santa en España y sus procesiones. Astérix, Obélix, Ideafix y Pepe paran en un restaurante donde precisamente se encuentra Claudius Nonpossumus, romano que había llevado a Pepe a las Galias y ahora los persigue con objeto de devolver a Pepe allí. Tanto Astérix como Nonpossumus compran un carro: uno para llegar a Andalucía lo antes posible, y el otro para perseguirlos.
El carro de los galos pierde una rueda y no tienen otra de recambio. Nonpossumus los alcanza, disfrazado de íbero, se presenta como Porrompompero (referencia a la canción «El porompompero») y Fandánguez (referencia al fandango), y se ofrece a llevarlos hasta Hispalis, ofrecimiento que, con cierta desconfianza, aceptan los galos. 
El viaje continúa por las ciudades de Cauca, Segovia, Helmantica y Corduba (Coca, Segovia, Salamanca y Córdoba) todas ellas en fiestas, sin que Nonpossumus pueda atrapar a Pepe. Cuando llegan a Hispalis, los druidas van vestidos de una manera especial, y la ciudad está muy animada.
Se alojan en la posada Typical Hispanish. Durante la noche, para que no puedan emplear la poción, Nonpossumus intenta robar la cantimplora de Astérix, pero éste se da cuenta. Nonpossumus huye de él pero choca con una patrulla romana, y ambos son detenidos y enviados a la casa del general gobernador militar.
Nonpossumus les dice que Pepe está con Obélix en la posada. El general romano los envía, momentáneamente, a los calabozos, y en ese momento el jefe de la patrulla que los ha detenido le presenta al gobernador la cantimplora de poción mágica que llevaba Astérix. El general bebe de la poción, le hace efecto y, para asegurarse de ello, le asesta a su subordinado un puñetazo demoledor que le salta prácticamente toda la dentadura. El jefe de patrulla se retira del despacho atontado, mareado y sin poder articular palabra alguna ni modular bien. Los centinelas no pueden entender lo que ven ni mucho menos creerlo. 
El general baja a ver a Astérix y a Nonpossumus, y les dice que al no haberse encontrado a los fugitivos, ellos dos serán arrojados a las fieras.
Al día siguiente, Astérix y Nonpossumus son llevados al suplicio, pero en vez de leones hay un uro (auroch en la edición francesas y algunas traducciones al español). El animal embiste a Astérix, pero éste lo esquiva, y complace así al público. En ese momento, a una dama romana, acompañante del general gobernador militar en la tribuna, se le cae una capa roja a la arena. Astérix coge la capa para devolvérsela, pero el uro se encapricha con la prenda hasta que, al intentar embestir a Astérix y este esquivarlo, se estrella contra el parapeto y queda inconsciente. El público, con ese espectáculo de arrojo, gallardía y valentía, aclama a Astérix. 
Por el éxito obtenido, el galo es amnistiado, solicita clemencia para Nonpossumus y consigue que también sea puesto en libertad, aunque luego el romano será expulsado del ejército. Astérix inventa, de esta manera, las corridas de toros. Ambos salen de la arena, calurosamente aclamados. Claudio Nonpossumus decide hacerse urero («aurochero»), y se pondrá el nombre artístico de El Hispaniés («El Hispaniés», referencia a Manuel Benítez, el Cordobés).
Astérix se encamina a la aldea de Pepe, asediada por legionarios romanos mandados por Amaltiempus Buenacarus, el oficial romano que estaba de jefe de patrulla y luego recibió el puñetazo del gobernador. Obélix se percata de la llegada de su amigo, sale del pueblo y vapulea generosamente a todas las tropas. En medio de la batalla, Amaltiempus Buenacarus, ya sin dientes, intenta dar órdenes a sus hombres, hablando con mucha dificultad, pero con gran decisión y valentía; sin embargo, todos son derrotados. Al final se decide poner asedio al pueblo de Pepe y vigilar sin «profocá felea, por Júfiter»... 
Tras reencontrarse y despedirse de los iberos, Astérix, Obélix e Ideafix emprenden el camino a casa. 
En el banquete de llegada a la aldea, Obélix, queriendo hacer lo que ha visto y oído en Hispania, da un espectáculo de cante y baile para sorpresa de todos y jolgorio de Asurancetúrix, atado y amordazado. Por su parte, el herrero, Esautomátix, grita «¡Un pescado! ¡Mi reino por un pescado!» (referencia a la obra de teatro Ricardo III).

## Características
El libro es una completa radiografía caricaturesca de la España tardofranquista, donde se mezclan la gran afluencia de turistas, (abundan en la historieta los galos, godos y bretones, como sus descendientes franceses, alemanes y británicos), las tradiciones más españolas y la constante lucha por modernizar el país, aunque ello conlleve una perenne remodelación de las vías públicas. Aunque en principio no parezca haber ninguna referencia a la dictadura franquista que gobernaba el país en 1969, lo cierto es que algunas cosas recuerdan sutilmente a ésta. Así, los legionarios romanos en Hispania visten de forma diferente a los de otros álbumes, con el uniforme azul y un pañuelo rojo que recuerda a la indumentaria de la Falange, y gobierna Hispania un anciano y despótico «general», único romano que tiene ese título en una aventura de Astérix, cuyo nombre no se llega a decir.
Astérix en Hispania es la primera aventura en la que se ve a Ordenalfabetix y a su esposa, Yelosubmarín (referencia a la canción «Yellow Submarine»), y de paso la primera pelea colectiva a cuenta de lo que se conoce como «¡Fresquito el pescadito! ¡Fresquito!».

## Caricaturas de famosos y eventos históricos
- Gérard Calvi, compositor francés, aparece retratado como director de la banda romana en el circo hispalense. Este artista había compuesto la música de las películas Astérix el Galo (1967) y Astérix y Cleopatra (1968), y después compuso la de Las doce pruebas de Astérix (1976).
- Hay un pasaje con Don Quijote de la Mancha en uno de los caminos que siguen por Hispania Astérix y Obélix.
- En la historieta, los misteriosos alineamientos megalíticos de Carnac son una idea de Ordenalfabetix, el pescadero de la aldea gala, que pide que, para darle ambiente a un terreno que ha heredado, le paguen con menhires el pescado, lo que hace las delicias de Obélix.